# West Riding of Yorkshire

Flagge des West Riding of Yorkshire

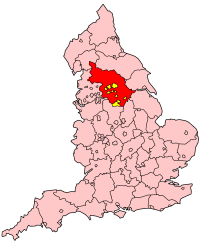
Das West Riding of Yorkshire als Verwaltungsgrafschaft von 1888 bis 1974. Gelb eingezeichnet sind die selbständigen County Boroughs.

Das West Riding of Yorkshire ist eines der drei ehemaligen Verwaltungsgebiete der traditionellen Grafschaft Yorkshire in England. 
Die Grafschaft Yorkshire war in drei Gebiete, sog. Ridings (aus dem altnorwegischen þriðing, „dritter Teil“, ein Erbe der skandinavischen Siedler des 9. Jahrhunderts) aufgeteilt: Neben dem West Riding waren dies East Riding of Yorkshire und North Riding of Yorkshire. Nachdem 1888 die traditionellen Grafschaften durch die Verwaltungsgrafschaften ersetzt wurden, wurden die drei Ridings zu eigenständigen Verwaltungsgrafschaften. Diesen Status behielt das West Riding of Yorkshire bis zum Jahre 1974. Dann wurde das Kerngebiet des West Ridings in das neue Metropolitan County West Yorkshire umgewandelt. Die südlichen Teile kamen zum ebenfalls neu gebildeten Metropolitan County South Yorkshire; die Distrikte Craven und Harrogate zur Grafschaft North Yorkshire. Kleine Gebietsteile wurden den Grafschaften Lancashire, Cumbria, Greater Manchester und East Riding of Yorkshire zugeordnet.
Bis zu seiner Auflösung hatte das West Riding eine Fläche von 7169 km². Zu seinem Gebiet gehörten die u. a. Städte Barnsley, Batley, Bradford, Brighouse, Dewsbury, Doncaster, Halifax, Harrogate, Huddersfield, Keighley, Leeds, Morley, Ossett, Pontefract, Pudsey, Ripon, Rotherham, Sheffield, Todmorden und Wakefield.